# Premi Booker
El Premi Booker, Booker Prize for Fiction de nom complet, és un premi literari per a la millor novel·la escrita en anglès de cada any, escollida per un jurat. El guardó té una gran importància comercial.

## Guanyadors
| Any                        | Autor                | Títol                             | Gènere                     | País                              |
| -------------------------- | -------------------- | --------------------------------- | -------------------------- | --------------------------------- |
| 1969                       | P. H. Newby          | Something to Answer For           | Novel·la                   | Regne Unit                        |
| 1970                       | Bernice Rubens       | The Elected Member                | Novel·la                   | Regne Unit                        |
| 1970 (retrospective award) | J. G. Farrell        | Troubles                          | Novel·la                   | Regne Unit Irlanda                |
| 1971                       | V. S. Naipaul        | In a Free State                   | Novel·la                   | Regne Unit Trinidad o Tobago      |
| 1972                       | John Berger          | G.                                | Novel·la experimental      | Regne Unit                        |
| 1973                       | J. G. Farrell        | The Siege of Krishnapur           | Novel·la                   | Regne Unit Irlanda                |
| 1974                       | Nadine Gordimer      | The Conservationist               | Novel·la                   | Sud-àfrica                        |
| 1974                       | Stanley Middleton    | Holiday                           | Novel·la                   | Regne Unit                        |
| 1975                       | Ruth Prawer Jhabvala | Heat and Dust                     | Novel·la històrica         | Regne Unit Alemanya               |
| 1976                       | David Storey         | Saville                           | Novel·la                   | Regne Unit                        |
| 1977                       | Paul Scott           | Staying On                        | Novel·la                   | Regne Unit                        |
| 1978                       | Iris Murdoch         | The Sea, the Sea                  | Novel·la filosòfica        | Irlanda Regne Unit                |
| 1979                       | Penelope Fitzgerald  | Offshore                          | Novel·la                   | Regne Unit                        |
| 1980                       | William Golding      | Rites of Passage                  | Novel·la                   | Regne Unit                        |
| 1981                       | Salman Rushdie       | Els fills de la mitjanit          | Realisme màgic             | Índia i Regne Unit                |
| 1982                       | Thomas Keneally      | Schindler's Ark                   | Novel·la biogràfica        | Austràlia                         |
| 1983                       | J. M. Coetzee        | Life & Times of Michael K         | Novel·la                   | Sud-àfrica                        |
| 1984                       | Anita Brookner       | Hotel du Lac                      | Novel·la                   | Regne Unit                        |
| 1985                       | Keri Hulme           | The Bone People                   | Novel·la d'intriga         | Nova Zelanda                      |
| 1986                       | Kingsley Amis        | The Old Devils                    | Novel·la d'humor           | Regne Unit                        |
| 1987                       | Penelope Lively      | Moon Tiger                        | Novel·la                   | Regne Unit                        |
| 1988                       | Peter Carey          | Oscar and Lucinda                 | Novel·la històrica         | Austràlia                         |
| 1989                       | Kazuo Ishiguro       | El que queda del dia              | Novel·la històrica         | Regne Unit                        |
| 1990                       | A. S. Byatt          | Possession                        | Novel·la històrica         | Regne Unit                        |
| 1991                       | Ben Okri             | The Famished Road                 | Realisme màgic             | Nigèria                           |
| 1992                       | Michael Ondaatje     | El pacient anglès                 | Metaficció historiogràfica | Canadà                            |
| 1992                       | Barry Unsworth       | Sacred Hunger                     | Novel·la històrica         | Regne Unit                        |
| 1993                       | Roddy Doyle          | Paddy Clarke Ha Ha Ha             | Novel·la                   | Irlanda                           |
| 1994                       | James Kelman         | How Late It Was, How Late         | Corrent de consciència     | Regne Unit                        |
| 1995                       | Pat Barker           | The Ghost Road                    | Novel·la bèl·lica          | Regne Unit                        |
| 1996                       | Graham Swift         | Last Orders                       | Novel·la                   | Regne Unit                        |
| 1997                       | Arundhati Roy        | The God of Small Things           | Novel·la                   | Índia                             |
| 1998                       | Ian McEwan           | Amsterdam                         | Novel·la                   | Regne Unit                        |
| 1999                       | J. M. Coetzee        | Disgrace                          | Novel·la                   | Sud-àfrica                        |
| 2000                       | Margaret Atwood      | The Blind Assassin                | Novel·la històrica         | Canadà                            |
| 2001                       | Peter Carey          | True History of the Kelly Gang    | Novel·la històrica         | Austràlia                         |
| 2002                       | Yann Martel          | Life of Pi                        | Novel·la                   | Canadà                            |
| 2003                       | DBC Pierre           | Vernon God Little                 | Comèdia negra              | Austràlia                         |
| 2004                       | Alan Hollinghurst    | The Line of Beauty                | Novel·la històrica         | Regne Unit                        |
| 2005                       | John Banville        | The Sea                           | Novel·la                   | Irlanda                           |
| 2006                       | Kiran Desai          | The Inheritance of Loss           | Novel·la                   | Índia                             |
| 2007                       | Anne Enright         | The Gathering                     | Novel·la                   | Irlanda                           |
| 2008                       | Aravind Adiga        | The White Tiger                   | Novel·la                   | Índia                             |
| 2009                       | Hilary Mantel        | Wolf Hall                         | Novel·la històrica         | Regne Unit                        |
| 2010                       | Howard Jacobson      | The Finkler Question              | Novel·la d'humor           | Regne Unit                        |
| 2011                       | Julian Barnes        | The Sense of an Ending            | Novel·la                   | Regne Unit                        |
| 2012                       | Hilary Mantel        | Bring Up the Bodies               | Novel·la històrica         | Regne Unit                        |
| 2013                       | Eleanor Catton       | The Luminaries                    | Novel·la històrica         | Nova Zelanda                      |
| 2014                       | Richard Flanagan     | The Narrow Road to the Deep North | Novel·la històrica         | Austràlia                         |
| 2015                       | Marlon James         | A Brief History of Seven Killings | Novel·la històrica         | Jamaica                           |
| 2016                       | Paul Beatty          | The Sellout                       | Novel·la satírica          | Estats Units d'Amèrica            |
| 2017                       | George Saunders      | Lincoln in the Bardo              | Novel·la històrica         | Estats Units d'Amèrica            |
| 2018                       | Anna Burns           | Milkman                           | Novel·la                   | Irlanda del Nord                  |
| 2019                       | Margaret Atwood      | The Testaments                    | Novel·la                   | Canadà                            |
| 2019                       | Bernadine Evaristo   | Girl, Woman, Other                | Novel·la experimental      | Regne Unit                        |
| 2020                       | Douglas Stuart       | Shuggie Bain                      | Novel·la                   | Regne Unit Estats Units d'Amèrica |
| 2021                       | Damon Galgut         | The Promise                       | Novel·la                   | Sud-àfrica                        |
| 2022                       | Shehan Karunatilaka  | The Seven Moons of Maali Almeida  | Novel·la fantàstica        | Sri Lanka                         |
| 2023                       | Georgi Gospodinov    | Time Shelter                      | Novel·la distòpica         | Bulgària                          |
| 2024                       | Samantha Harvey      | Orbital                           | Novel·la filosòfica        | Regne Unit                        |